# 催化重整

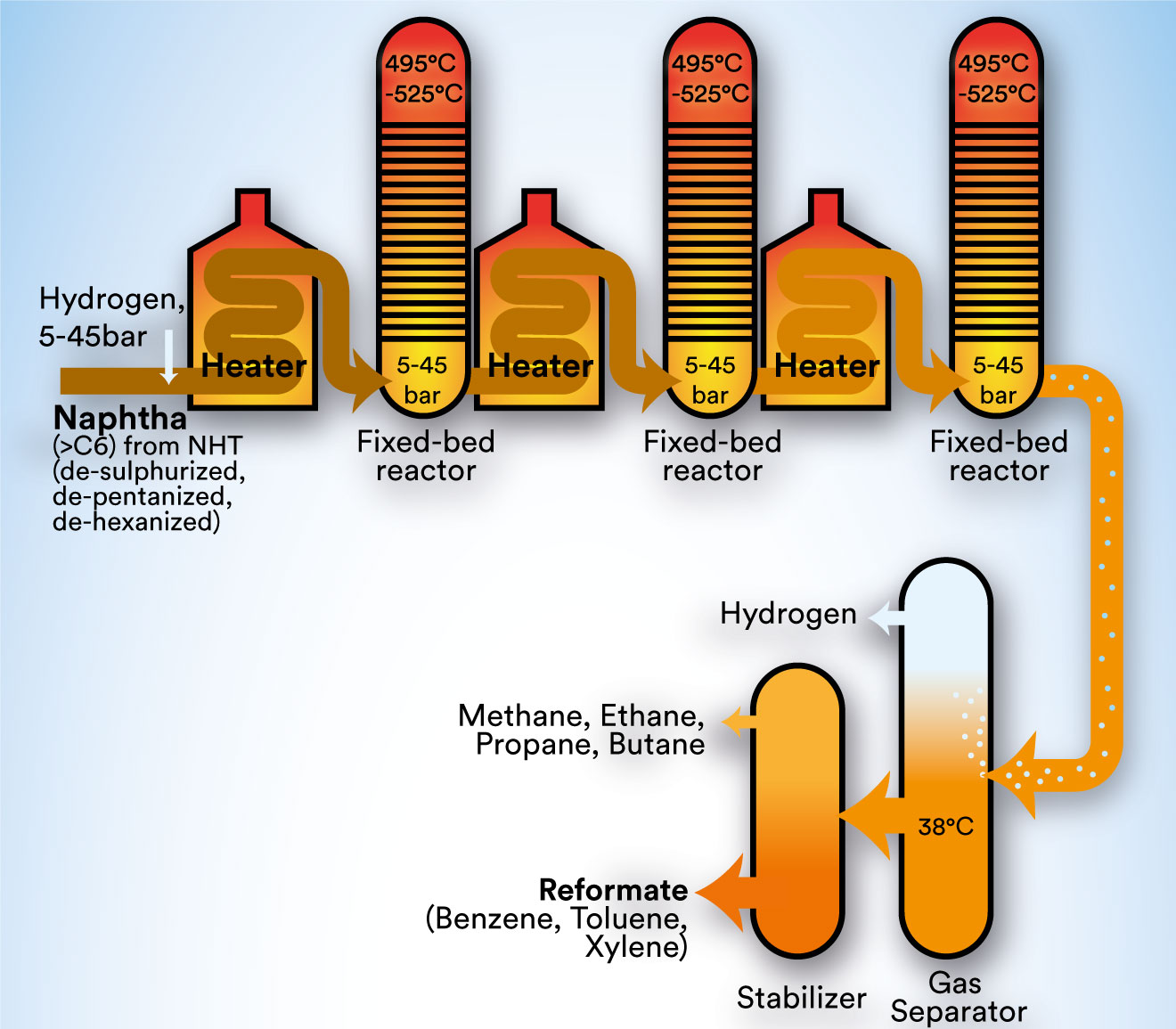
石脑油连续催化重整工艺

催化重整（英語：Catalytic reforming）是将从原油中蒸馏的煉油廠石脑油（辛烷值通常较低）转换为高辛烷值的重整油（是高辛烷值汽油的增值调和料）的一种化学过程。该过程将低辛烷值的直链烃转为带支链的链烷（异构烷烃）和环烷烃，部分脱氢生成高辛烷值的芳烃。脱氢过程还生产大量的副产物氢气，可供给其他炼油过程，如加氢裂化。副反应是加氢裂化反应，生成低分子量的烃，如甲烷、乙烷、丙烷、丁烷。
除了作为汽油调和料，重整还是芳烃大宗化学品如苯、甲苯、二甲苯和乙苯的主要来源，它们具有各种用途，最重要的是作为塑胶的转换原料。然而，重整油中的苯是致癌的，政府法规要求后续必须有效减低苯含量。
该过程与工业中从天然气、石脑油或其他石油衍生原料中生产氢、氨和甲醇的催化蒸汽重整过程十分不同，不要混淆。也不要将该过程与其他各种使用甲醇或生物质衍生原料生产燃料电池或其他用途的氢的催化重整过程混淆。